# Lytta rufula
Lytta rufula is een keversoort uit de familie van oliekevers (Meloidae). De wetenschappelijke naam van de soort is voor het eerst geldig gepubliceerd in 1863 door Fairmaire.